# La cueva de las mil momias

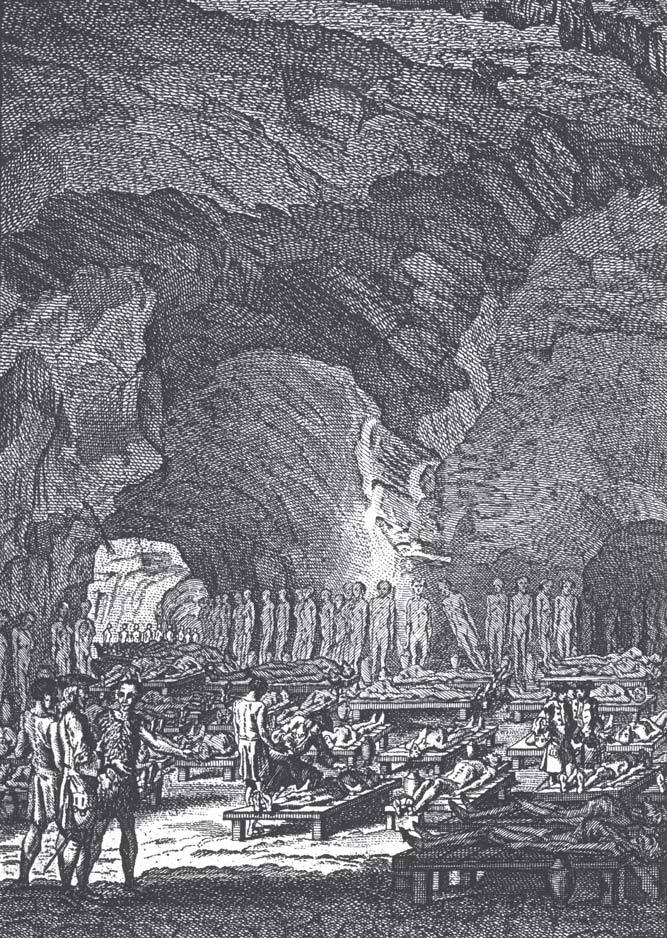
Grabado que representa la llamada "cueva de las mil momias".

La cueva de las mil momias es una novela del año 2010, prologada por el escritor tinerfeño Alberto Vázquez-Figueroa y dividida en dos partes: la primera contiene dos ensayos históricos a cargo de Daniel García y Antonio Tejera Gaspar. La segunda incluye la novela Entre cuevas de la que es autor David Galloway. El libro incluye también fotografías realizadas por Juan Francisco Delgado, editor asimismo del libro.
La obra busca desentrañar los misterios del recinto funerario guanche de Herques considerado este el mayor yacimiento funerario de Canarias, situado en el sur de la isla de Tenerife (España).
La novela, de la que es autor David Galloway, mezcla la investigación histórica con recursos propios de la novela de misterio. 
El historiador José de Viera y Clavijo fija la fecha del descubrimiento de la cueva en 1763 o 1764 en un cerro escarpado que contenía cientos de momias guanches. Un hallazgo motivado por causas como la explotación de la orchilla.
La obra tuvo una gran repercusión en el archipiélago y en el resto de España, incluso el 21 de octubre de 2010 fue presentada en el Parlamento de Canarias.